# Philippines 2–0 Việt Nam (2010)
Trận đấu giữa hai đội tuyển bóng đá quốc gia Philippines và Việt Nam, còn được biết đến với cái tên Điều kỳ diệu ở Hà Nội, Đêm Hà Nội diệu kỳ hay Phép màu ở Hà Nội, diễn ra trong khuôn khổ lượt trận thứ hai của vòng bảng Giải vô địch bóng đá Đông Nam Á 2010. Trận đấu này được ấn định vào ngày 5 tháng 12 năm 2010 trên sân vận động Quốc gia Mỹ Đình ở Hà Nội và kết thúc với thắng lợi 2–0 dành cho đội khách Philippines.
Trước khi trận đấu diễn ra, Philippines vốn được biết đến là một trong những đội tuyển yếu nhất châu Á và thường xuyên đóng vai trò lót đường tại các giải vô địch của khu vực Đông Nam Á. Trong khi đó, Việt Nam với vị thế đương kim vô địch của giải đấu được đánh giá cao hơn hẳn nhờ việc sở hữu dàn cầu thủ từng lên ngôi vô địch năm 2008 cùng với lợi thế được thi đấu trên sân nhà. Tuy nhiên, những diễn biến trên sân đã gây sốc cho nhiều cổ động viên khi Philippines mới là đội dẫn trước và giành chiến thắng chung cuộc bằng các bàn thắng của Chris Greatwich và Phil Younghusband.
Chiến thắng này đã góp phần quan trọng để Philippines giành quyền vào bán kết lần đầu tiên tại giải đấu, qua đó mở ra cho một cuộc hồi sinh của bóng đá Philippines trong thập niên 2010. Trận đấu cũng đã được bình chọn là trận đấu gây sốc nhất trong lịch sử của giải theo kết quả của một cuộc bình chọn của AFF vào năm 2018.

## Bối cảnh

### Philippines
Trước năm 2010, Philippines vẫn được coi là một trong những đội tuyển quốc gia yếu nhất của khu vực châu Á. Trong lịch sử tham dự các giải vô địch bóng đá Đông Nam Á, Philippines chưa bao giờ vượt qua được giai đoạn vòng bảng. Thậm chí vào năm 2008, Philippines còn không qua nổi vòng sơ loại khi để thua Campuchia, cùng năm mà đội tuyển Việt Nam đã lên ngôi vô địch lần đầu tiên tại giải đấu. Thành tích của họ tại giải đấu cũng rất tầm thường, họ không giành được điểm số nào ngoài chiến thắng trước Đông Timor năm 2004 và trận hòa trước Myanmar năm 2007.
Cùng với Lào, Philippines đã giành được suất tham dự Giải vô địch bóng đá Đông Nam Á 2010 thông qua vòng đấu loại. Cú hat-trick của Ian Araneta trong chiến thắng 5–0 trước Đông Timor là một yếu tố quan trọng giúp Philippines cầm chắc tấm vé tham dự giải đấu, vì họ, Lào và Campuchia bằng điểm.
Dan Palami gia nhập đội tuyển quốc gia với tư cách là nhà quàn lý và nhà tài trợ chính vào tháng 12 năm 2009, trong đó Palami được Liên đoàn bóng đá Philippines giao toàn quyền tự chủ trong việc quản lý của mình. Des Bulpin được giao trọng trách huấn luyện viên trưởng ngay sau khi Palami gia nhập, nhưng đã được thay thế bởi Simon McMenemy sau đó. Palami đã tập hợp cả các cầu thủ bản địa và cầu thủ nước ngoài gốc Philippines để thiết lập đội hình và tập trung vào việc phòng ngự của đội. Ông cũng phải tài trợ cho đội bởi nhà tài trợ tư nhân lớn duy nhất lúc đó là Mizuno, một hãng cung cấp trang phục thể thao.
Đội hình tuyển Philippines tham dự AFF Cup 2010 có bảy cầu thủ trong thành phần đội tuyển quốc gia từng thi đấu tại giải năm 2004. Đó là Ian Araneta, Aly Borromeo, Emelio Caligdong, Roel Gener, Anton del Rosario, Peter Jaugan và Chris Greatwich.

### Việt Nam
Kể từ sau chức vô địch năm 2008, Việt Nam trải qua một số biến động lớn. Hàng loạt cầu thủ từng cùng đội tuyển giành cúp AFF đã xuống phong độ hoặc bị chấn thương, trong khi có quá ít các cầu thủ mới. Bản thân đội tuyển cũng có sự chuẩn bị chưa tốt trước thềm giải đấu khi chỉ có 1 chiến thắng, còn lại toàn hòa và thua trong 10 trận giao hữu đã đấu. Ngoài ra, toàn đội còn phải chịu sức ép rất lớn từ phía cổ động viên nhà về việc bảo vệ danh hiệu đương kim vô địch. Động lực phấn đấu và khả năng tái lập thành tích hai năm về trước của đội tuyển cũng bị đặt dấu hỏi.

## Trước trận đấu
Bước vào vòng bảng, Philippines được xếp vào bảng B cùng với đội ba lần vô địch Singapore và đội đương kim vô địch kiêm chủ nhà Việt Nam. Đối thủ còn lại của Philippines tại bảng đấu này là Myanmar. Với sức mạnh và vị thế vốn có, Singapore và Việt Nam là hai đội được dự đoán sẽ dễ dàng giành vé vào bán kết.
Philippines bắt đầu chiến dịch của mình bằng trận hòa 1–1 với Singapore nhờ bàn thắng ở phút bù giờ của Chris Greatwich. Kết quả này chấm dứt chuỗi 11 trận thua của Philippines trước Singapore, kể từ trận thua đậm 0–5 tại President's Cup 1972 ở Hàn Quốc. Việt Nam cũng đã đánh bại Myanmar với bảy bàn thắng, trong khi đối thủ chỉ có thể đáp trả bằng một bàn duy nhất.
Trước khi trận đấu giữa hai đội diễn ra, Philippines chưa từng thắng Việt Nam với năm trận thua và hai trận hòa 2–2 kể từ khi thống nhất hai miền Nam Bắc Việt Nam. Huấn luyện viên trưởng của Philippines Simon McMenemy cho biết đội bóng của ông sẽ cải thiện khả năng phản công, trong khi người đồng cấp Henrique Calisto bên phía Việt Nam nhận định đội của ông sẽ phải vượt qua hàng phòng ngự của Philippines.
| Đội         | ST | T | H | B | BT | BB | HS | Đ |
| ----------- | -- | - | - | - | -- | -- | -- | - |
| Việt Nam    | 1  | 1 | 0 | 0 | 7  | 1  | +6 | 3 |
| Singapore   | 1  | 0 | 1 | 0 | 1  | 1  | 0  | 1 |
| Philippines | 1  | 0 | 1 | 0 | 1  | 1  | 0  | 1 |
| Myanmar     | 1  | 0 | 0 | 1 | 1  | 7  | −6 | 0 |

### Lực lượng
Việt Nam xuất phát với một sự thay đổi duy nhất ở vị trí của Trần Đình Đồng (thay thế cho Đoàn Việt Cường bị chấn thương ở trận ra quân). Trong khi đó, Roel Gener đá chính thay cho Emelio Caligdong bên phía Philippines. Phil Younghusband cũng được ghi nhận đã bị đau bụng trong suốt trận đấu, mà nguyên nhân được cho là do một thứ anh đã ăn trong bữa ăn của đội vào sáng cùng ngày.

## Trận đấu

### Diễn biến
Trận đấu bắt đầu vào lúc 19:30 (UTC+7) trước sự chứng kiến của 40.000 khán giả.
Philippines là đội có cơ hội mở tỷ số ở phút 18, khi các hậu vệ Việt Nam không cản phá được quả phạt góc của Phil Younghusband. Bóng tới chân Ian Araneta nhưng cú sút của anh đã đi chệch cột dọc. Một phút sau, nỗ lực của Phạm Thành Lương bị thủ môn Philippines Neil Etheridge cản phá. Tuy nhiên, vài phút sau tình huống đó, Etheridge đã bắt bóng ngoài vòng cấm, khiến đội phải chịu một quả phạt trực tiếp. Cú sút cong của Nguyễn Minh Phương đi qua hàng rào nhưng lại đi sát cột dọc. Tấn công nhiều nhưng không ghi được bàn thắng, Việt Nam đã phải nhận bàn thua bất ngờ ở phút 38. Chris Greatwich đánh đầu hiểm hóc vào góc xa khung thành trước sự bất lực của thủ môn Dương Hồng Sơn, qua đó mở tỷ số cho đội Philippines.
Đội chủ nhà đã có một vài nỗ lực để gỡ hòa trong hiệp hai: Nguyễn Vũ Phong không thể ghi bàn từ đường biên ở phút 58, Nguyễn Anh Đức bị Rob Gier phá bóng ngay trước mặt và cầu thủ vào sân thay người Nguyễn Trọng Hoàng đã bị Etheridge cản phá hai phút sau khi có mặt trên sân.
Phil Younghusband đã ghi bàn thắng thứ hai cho Philippines với một cú sút chìm bên phần sân đối phương khiến thủ môn Dương Hồng Sơn không thể cản phá. Cho đến phút thi đấu chính thức cuối cùng, bàn thắng danh dự cho đội bóng áo đỏ vẫn không đến khi cú sút của Thành Lương đập xà ngang khung thành ra ngoài.

### Kết quả chi tiết
| Philippines                            | 2–0      | Việt Nam |
| -------------------------------------- | -------- | -------- |
| C. Greatwich 38' · P. Younghusband 79' | Chi tiết |          |

| Philippines | Việt Nam |

| TM               | 1  | Neil Etheridge     | 20' |       |
| HV               | 11 | Aly Borromeo (c)   |     |       |
| HV               | 4  | Anton del Rosario  |     |       |
| HV               | 2  | Rob Gier           |     |       |
| HV               | 27 | Ray Jónsson        |     |       |
| TV               | 7  | James Younghusband |     |       |
| TV               | 18 | Chris Greatwich    |     |       |
| TV               | 17 | Jason de Jong      | 53' |       |
| TV               | 6  | Roel Gener         |     | 90+4' |
| TĐ               | 23 | Ian Araneta        |     |       |
| TĐ               | 10 | Phil Younghusband  |     | 86'   |
| Thay người:      |    |                    |     |       |
| TV               | 19 | Nestorio Margarse  |     | 86'   |
| TĐ               | 9  | Yanti Barsales     |     | 90+4' |
| Huấn luyện viên: |    |                    |     |       |
| Simon McMenemy   |    |                    |     |       |

| TM               | 1  | Dương Hồng Sơn         |     |     |
| HV               | 16 | Huỳnh Quang Thanh      |     |     |
| HV               | 4  | Lê Phước Tứ            | 43' |     |
| HV               | 7  | Vũ Như Thành           |     | 81' |
| HV               | 6  | Trần Đình Đồng         | 63' | 71' |
| TV               | 12 | Nguyễn Minh Phương (c) |     |     |
| TV               | 22 | Phan Văn Tài Em        |     |     |
| TV               | 14 | Lê Tấn Tài             |     | 62' |
| TV               | 17 | Nguyễn Vũ Phong        |     |     |
| TV               | 19 | Phạm Thành Lương       |     |     |
| TĐ               | 30 | Nguyễn Anh Đức         |     |     |
| Thay người:      |    |                        |     |     |
| TV               | 11 | Nguyễn Trọng Hoàng     |     | 62' |
| TĐ               | 26 | Lê Sỹ Mạnh             |     | 71' |
| TĐ               | 13 | Nguyễn Quang Hải       |     | 81' |
| Huấn luyện viên: |    |                        |     |     |
| Henrique Calisto |    |                        |     |     |

## Kết quả
Philippines đứng đầu bảng B sau khi kết thúc lượt trận thứ hai. Ngay sau trận đấu, huấn luyện viên Henrique Calisto của Việt Nam đã từ chối bắt tay người đồng nghiệp Simon McMenemy. Callisto sau đó đã phê phán chiến thuật của Philippines là "thứ bóng đá tiêu cực" và chỉ trích đối thủ vì đã "dựng xe buýt trước cầu môn", đồng thời nhận xét rằng "bóng đá không phải là đặt tám cầu thủ trước vòng cấm mà không phản công". Về phần mình, McMenemy tỏ ra không tin vào chiến tích của đội nhà.
Sau chiến thắng, Philippines phải giành được thêm ít nhất một trận hòa trước Myanmar để đi tiếp, và họ đã làm được điều đó để xếp trên Singapore và gặp Indonesia ở bán kết. Tuy nhiên, The Azkals đã phải chơi cả hai trận đấu của mình trên Sân vận động Gelora Bung Karno ở Jakarta bởi họ không có sân vận động đạt tiêu chuẩn AFF vào thời điểm đó. Ngay cả Sân vận động Tưởng niệm Rizal vẫn còn nhiều tháng nữa mới hoàn thành việc cải tạo. Không thể chịu được áp lực quá lớn phía từ người hâm mộ Indonesia, Philippines đã kết thúc hành trình cổ tích của mình sau khi thua cả hai lượt trận mà không ghi được một bàn thắng nào.
Đối với Việt Nam, thất bại trước Philippines đã khiến họ rơi xuống vị trí thứ ba trong bảng xếp hạng với một điểm kém hơn so với Philippines và Singapore. Hoàn cảnh này đã đẩy Việt Nam vào tình thế buộc phải quyết đấu với Singapore, đội đã thắng ngược Myanmar 2–1 trước đó, để giành vé đi tiếp. Việt Nam cuối cùng đã giành lại vị trí đầu bảng bằng chiến thắng tối thiểu trước Singapore, nhưng cũng đã phải dừng bước ở vòng bán kết giống như Philippines khi để thua Malaysia sau hai trận đấu, biến họ trở thành các nhà cựu vô địch.
Xếp hạng chung cuộc bảng B
| Đội         | ST | T | H | B | BT | BB | HS | Đ |
| ----------- | -- | - | - | - | -- | -- | -- | - |
| Việt Nam    | 3  | 2 | 0 | 1 | 8  | 3  | +5 | 6 |
| Philippines | 3  | 1 | 2 | 0 | 3  | 1  | +2 | 5 |
| Singapore   | 3  | 1 | 1 | 1 | 3  | 3  | 0  | 4 |
| Myanmar     | 3  | 0 | 1 | 2 | 2  | 9  | −7 | 1 |

## Truyền thông
Trận đấu được phát sóng trực tiếp bởi ABS-CBN của Philippines và VTV của Việt Nam. Trước trận đấu đó, không một hãng truyền thông nào tại Philippines có được bản quyền phát sóng Giải vô địch bóng đá Đông Nam Á 2010 (trận hòa của Philippines trước Singapore không được truyền hình trực tiếp ở quốc gia này). Chủ tịch ABS-CBN Eugenio Lopez III đã đích thân gọi điện cho phó chủ tịch ABS-CBN Sports lúc đó Peter Musñgi để đảm bảo cho ABS-CBN quyền phát sóng trực tiếp các trận đấu của Philippines tại AFF Cup vào ngày 5 tháng 12, cùng ngày mà trận đấu Philippines–Việt Nam được diễn ra. Đáp lại, Musñgi đã đàm phán với đối tác sở hữu bản quyền phát sóng giải đấu có trụ sở tại Singapore. ABS-CBN cũng thắc mắc về khả năng trực tiếp các trận đấu của tuyển Philippines trên sân nhà nếu họ tiến vào bán kết. Musñgi khẳng định rằng họ có đủ năng lực và đã cố gắng sở hữu bản quyền miễn phí dựa trên thực tế rằng đây là lần đầu tiên một đài truyền hình Philippines đưa tin về giải đấu.

## Sau trận đấu

### Philippines
Trận đấu mang tính bước ngoặt trong lịch sử bóng đá Philippines sau này được người hâm mộ Philippines gọi là "Điều kỳ diệu ở Hà Nội" (Miracle of Hanoi). Nó được nhiều người coi là cột mốc đánh dấu sự khởi đầu cho "thời kỳ phục hưng" của bóng đá Philippines và được coi là một trong những dấu ấn đáng kể nhất của Philippines trong lịch sử Giải vô địch bóng đá Đông Nam Á, cùng với chiến thắng của họ trước Đông Timor ở giải đấu năm 2004.
Đội tuyển bóng đá quốc gia Philippines đã có cuộc gặp gỡ thân mật chính thức với Tổng thống lúc bấy giờ Benigno Aquino III tại Cung điện Malacañang ở Manila, người đã chúc mừng họ vì màn trình diễn tại giải đấu. Đội đã được Hiệp hội Nhà báo thể thao Philippines (PSA) trao tặng Giải thưởng Thành tựu Tổng thống. Quản lý của đội Dan Palami cũng được ghi nhận vì những đóng góp của ông trong việc thiết lập đội tuyển quốc gia và được vinh danh là Người điều hành của năm. Chiến thắng của The Azkals đã được xếp vào mười sự kiện bóng đá hay nhất trong năm 2010 của tạp chí Sports Illustrated (Mỹ).
Thành công này của Philippines đã mở đường cho sự phát triển việc nhập tịch các cầu thủ có gốc gác bản địa, và dần vươn lên trở thành một trong những đội mạnh của Đông Nam Á. Chính sách nhập tịch kể trên đã mang lại hiệu quả khi Philippines góp mặt trong vòng bán kết tại hai kỳ AFF Cup tiếp theo, trước khi bị loại từ vòng bảng năm 2016 và sau đó trở lại vòng dành cho bốn đội mạnh nhất vào năm 2018. Một loạt thành công khác cũng đã đến với bóng đá Philippines trong khoảng thời gian này như việc giành quyền tham dự AFC Challenge Cup 2012 và vòng loại thứ hai FIFA World Cup 2014 năm 2011, và đặc biệt là Asian Cup 2019, giải đấu lớn đầu tiên trong lịch sử bóng đá nước này.
Năm 2018, trận đấu giữa Philippines và Việt Nam đã đứng đầu trong cuộc bình chọn trận đấu gây sốc nhất lịch sử AFF Cup theo công bố của trang chủ giải đấu.

### Việt Nam
Kết quả của trận đấu đã tạo ra một cú sốc lớn cho cả nước, bởi đây là lần đầu tiên trong lịch sử họ phải nhận thất bại trước đội tuyển Philippines. Các phương tiện truyền thông của Việt Nam cũng đã gọi trận thua này là một cơn "địa chấn" ở Mỹ Đình. Mặc dù Việt Nam lọt vào bán kết nhưng họ đã không thể bảo vệ được danh hiệu khi để thua Malaysia với tổng tỷ số 0–2. Thất bại đó đã mở ra một thời kỳ đen tối kéo dài tám năm của bóng đá Việt Nam, mà đỉnh điểm là việc các đội tuyển quốc gia liên tiếp bị loại ngay từ vòng bảng ở hai giải đấu lớn là AFF Cup 2012 và SEA Games 2013.
Việc không thể tạo ra những màn trình diễn như hứa hẹn càng trở nên trầm trọng hơn bởi những cáo buộc về lạm quyền và tham nhũng trong nội bộ đội tuyển quốc gia. Tại Giải vô địch bóng đá Đông Nam Á 2014, nơi Việt Nam đứng đầu bảng với chiến thắng trước Philippines, đội bất ngờ bị đánh bại trong trận thua sốc 2–4 trên sân nhà trước Malaysia dù đã thắng 2–1 trên sân khách trước đó và bị loại khỏi bán kết. Việt Nam cũng đã dừng bước ở Giải vô địch Đông Nam Á 2016 và đáng xấu hổ nhất là SEA Games 2017. Họ cũng đã gần như mất suất tham dự AFC Asian Cup 2019 nếu không có ba trận hòa quan trọng trước Afghanistan và Jordan cùng hai chiến thắng trước Campuchia, trong đó Campuchia thậm chí đã thắng Afghanistan trên sân nhà còn Việt Nam chỉ có được hai trận hòa.
Chỉ sau thành công của đội trẻ tại Giải vô địch U-23 châu Á 2018 và sự xuất hiện của những tài năng mới từ giải đấu này, bóng đá Việt Nam mới bắt đầu tìm lại được vị thế của mình, với chức vô địch AFF Cup 2018 và lọt vào vòng tám đội mạnh nhất tại Asian Cup 2019.
Việt Nam và Philippines sau đó đã gặp lại nhau tại vòng bảng giải vô địch Đông Nam Á tiếp theo vào năm 2012. Một lần nữa Việt Nam lại để thua Philippines nhưng với chỉ với một bàn duy nhất. Đây cũng là trận thắng lớn cuối cùng của Philippines trước Việt Nam, với các thất bại ở Giải vô địch AFF 2014 và 2018.